# Chiltoniella elongata
Genre
Espèce
Chiltoniella elongata, unique représentant du genre Chiltoniella, est une espèce de céphalocarides de la famille des Hutchinsoniellidae.

## Distribution
Cette espèce est endémique de Nouvelle-Zélande. Elle se rencontre à faible profondeur dans des fonds mous de l'océan Pacifique Sud.

## Publication originale
- Knox & Fenwick, 1977 : Chiltoniella elongata n. gen. et sp. (Crustacea: Cephalocarida) from New Zealand. Journal of the Royal Society of New Zealand, vol. 7, no 4, p. 425-432.